# Henryk Jankowski (samorządowiec)
Henryk Jankowski (ur. 1 września 1940 w powiecie wileńsko-trockim) – litewski samorządowiec i działacz mniejszości polskiej na Wileńszczyźnie, wicestarosta rejonu trockiego.

## Życiorys
Z wykształcenia jest doktorem nauk biologicznych – w 1965 ukończył Litewską Akademię Rolniczą, dziesięć lat później uzyskał dyplom Wszechzwiązkowego Moskiewskiego Instytutu Rolniczego. W 1993 obronił w Moskwie pracę doktorską z dziedziny agronomii.
Od czasów młodości pracował w kołchozach na Wileńszczyźnie – w latach 1965–1970 był dyrektorem gospodarstwa rolnego w Miciunach w rejonie trockim, później w Strewie (1970–1972), a przez prawie dwadzieścia lat szefował kołchozowi im. Tadeusza Kościuszki w Trokach (1973–1992). Po odzyskaniu przez Litwę niepodległości i rozwiązaniu kołchozów stanął na czele Towarzystwa Rolniczego w Szklarach koło Trok.
Od początku lat 90. działał w polskich organizacjach społecznych, m.in. Związku Polaków na Litwie i Akcji Wyborczej Polaków. Stał na czele trockiego oddziału AWPL, zasiada również w zarządzie trockiego ZPL. W latach 90. był dyrektorem polsko-litewskiego przedsiębiorstwa „Slotra”.
W 1995 wybrano go po raz pierwszy z list Akcji Wyborczej Polaków na Litwie do rady rejonu trockiego. Mandat radnego uzyskiwał również w kolejnych wyborach z 1997, 2000, 2002 i 2007. Od 2003 pełni urząd wicestarosty rejonu trockiego.
W wyborach parlamentarnych w 2008 bez powodzenia kandydował z ósmego miejsca listy krajowej AWPL oraz w okręgu jednomandatowym nr 58 Troki–Elektreny.
Członek Polskiego Towarzystwa Naukowego na Obczyźnie.
W 2004 otrzymał Złoty Krzyż Zasługi.